# Жуков остров (заказник)
«Жуков остров» (укр. «Жуків острів») — ландшафтный заказник местного значения, расположенный на территории Голосеевского района Киевского горсовета (Украина). Площадь — 123,4 га, по другим данным 196 га и 361 га. Землепользователь — Голосеевская районная администрация.

## История
Заказник Жуков остров был создан решением Киевского горсовета от 2 декабря 1999 года № 147/649 с общей площадью 1 630 га (полностью Жуков остров). Природоохранный объект основан с целью сохранения ценных природных сообществ. На территории заказника запрещены любая хозяйственная деятельность и в том числе ведущая к повреждению природных комплексов.
Рядом решений Киевского горсовета площадь заказника была уменьшена в 9 раз. Участок площадью 265 га вошёл в состав Голосеевского регионального ландшафтного парка, согласно Решению Киевского горсовета от 23 декабря 2003 года № 334/1209 («Про створення першої черги регіонального ландшафтного парку «Голосіїв»). Решением Киевского горсовета от 23 декабря 2004 года № 878/2288 был создан региональный ландшафтный парк Днепровские острова, в состав которого частично вошёл Жуков остров (участок площадью 70,01 га) как одна из зон стационарной рекреации и хозяйственных зон. Решением Киевского горсовета от 9 марта 2006 года, было одобрено создание Голосеевского НПП путем реорганизации Голосеевского регионального ландшафтного парка, без включения земель заказника Жуков остров. Согласно Генеральному плану Киева до 2025 года, планируется включения заказника в состав Голосеевского национального природного парка.

## Описание
Заказник расположен между исторической местностью Чапаевка, промзоной Пирогово и развязкой улицы Академика Заболотного и Столичного шоссе на западе и островом Водников на востоке. Природоохранный объект занимает кварталы 30-33 Голосеевского лесничестваː северная часть одноименного острова из группы Днепровских островов, что между рекой Днепр, её протокой (старицей) Коник и рекой Вита. Южнее примыкает заказник Острова Казачий и Ольгин, восточнее расположен участок регионального ландшафтного парка Днепровские острова, западнее — урочище Бычок (часть Голосеевского национального природного парка).
Есть информационные знаки.
Как добратьсяː Транспортː 1) ост. отель Армада Енкор (на Столичном шоссе) марш. такси № 43, 43к, 311, 313, 315, 811 (от ст. м. Выдубичи), далее пешком около 0,5 км. Близлежащее метроː   Теремки и   Выдубичи. Железнодорожный транспорт: остановочный пункт Проспект Науки.

## Природа
Ландшафт заказника представлен доминирующими лугами, а также лесами, болотами, водной растительностью множества проток и озёр.
Луговая растительность представлены настоящими (овсяница луговая и красная, тонконог луговой, полевица гигантская) и болотными (осока острая, манник высокий) лугами. Встречаются лекарственные виды растений, краснокнижные — водяной орех плавающий и сальвиния плавающая, редкие — кубышка жёлтая, кувшинка белая и снежно-белая. Из-за декоративных целей уничтожается популяция ириса сибирского посетителями заказника. Болотная растительность незначительна в заказнике и представлена осокой острой и лисьей. Лесная растительность представлена пойменными дубравами с дубовыми редколесьем (тополь черный и вяз гладкий). Водная растительность предаствлена сообществами водяной ризак алоевидный и элодея канадская, прибрежно-водная — манник большой.
Среди млекопитающих фауна заказника представлена такими видами как выдра, горностай, лось, дикий кабан, косуля, заяц-русак, белка, бобёр, ондатра, лисица, енотовидная собака, ласка, норка американская, куница, ёж, летучие мыши и грызуны. В заказнике встречается множество птиц, насекомых, пресмыкающихся, земноводных. В водах заказника встречается 25 видов рыб (сом, лещ, щука, судак). Многочисленные протоки являются местом нерестилища.